# Bodens Ridklubb
Bodens Ridklubb, ridskola i Boden. Har funnits sedan 1968. Har anor från Bodens Fältridklubb från 1907 - den tid då militären stod för ridutbildningen. Bodens Ridklubb höll till på S3 fram till 1977 då det flyttade till en ny anläggning på Torpgärdans västra industriområde. Under 1995 renoverades anläggningen och fick ytterligare ett ridhus.